# Einar Hoffstad
Einar Hoffstad (4 de setembro de 1894 – 25 de julho de 1959) foi um enciclopedista norueguês, editor de jornal, escritor e economista.  Ele continua sendo mais conhecido como o editor da enciclopédia Merkantilt biografisk leksikon e do jornal de negócios Farmand.  Embora inicialmente um liberal clássico , Hoffstad abraçou o fascismo e o coletivismo no início da Segunda Guerra Mundial.

## Carreira
Nasceu em Sandefjord, filho do botânico e professor Olaf Alfred Hoffstad (1865-1943); seu irmão mais novo era Arne Hoffstad (1900-1980), que se tornou editor e político conservador .  Tendo terminado o ensino secundário em 1913, Einar Hoffstad matriculou-se no Instituto Norueguês de Tecnologia , onde estudou até 1916.  Posteriormente, trabalhou como corretor de ações em Sandefjord por um ano, antes de ser contratado como editor do periódico Norsk Aktiemeglertidsskrift e da seção econômica de Verdens Gang, de 1918 a 1919.  Naquele mesmo ano ele se casou com Edith Eckblad, a filha de um senhorio.
De 1919 a 1920, Hoffstad trabalhou como secretário em Norsk Næringsliv .  Ele também começou a trabalhar no periódico de economia Farmand , avançando para o co-editor em 1920.  Ele foi editor chefe do periódico de 1922 a 1926 e de 1933 a 1935.  Embora tendo uma pausa de sua carreira na Farmand, Hoffstad editou a revista empresarial Forretningsliv entre 1926 e 1933, que foi adquirida pela Farmand em 1933.  Hoffstad se formou na Royal Frederick University com um cand.oecon. licenciatura em economia em 1930.  De 1930 a 1933, ele foi diretor administrativo da A / S Forretningsliv e, em 1934, da A / S Yrkesforlaget.  Ele também liderou a Associação para a Imprensa Comercial Norueguesa de 1927 a 1929 e a Associação Norueguesa de Imprensa na década de 1930.  Em 1935, Hoffstad foi editor-chefe do mercantil que é quem Merkantilt biografia , que foi publicado em uma segunda edição em 1939.  Ele também editou Norges Næringsveier a partir de 1935.  Ele morreu em julho de 1959.

## Ideologia política
Como editor-chefe de Farmand , Hoffstad era um liberal clássico que argumentava contra a economia planejada e o igualitarismo .  Ele afirmou que toda sociedade deveria "conceder grande liberdade ao comércio", e que a desigualdade era "a condição para o crescimento econômico e a criação das necessidades da vida".  Ele também foi um crítico vocal do estado de bem - estar social , argumentando que "minava a capacidade e o desejo de manter-se entretido".  Hoffstad também foi vocal contra a democracia parlamentar , como ele considerava seres humanos "antidemocráticos desde o nascimento", mantendo que eles tinham uma "necessidade instintiva de um ditador".  " Dollfuss , Mussolini e Hitler são todos muito populares", argumentou.
Apesar de seu ativismo libertário anterior, Hoffstad gradualmente começou a endossar posições fascistas e estatistas no final da década de 1930.  Em março de 1936, ele escreveu um artigo para o jornal corporativo Norges Næringsveier intitulado " Hverken kapitalisme eller sosialisme " ("nem capitalismo nem socialismo"), onde afirmava que o comércio deveria "obedecer às novas condições" e que "socialismo e capitalismo". estão prestes a ir juntos para uma entidade superior ".  Ele também expressou seu apoio a idéias coletivistas como "os interesses do Estado e da sociedade devem prevalecer sobre os do indivíduo".  No outono de 1940, ele encorajou empresários e empresários da Noruega a votar no partido fascista Nasjonal Samling , ao qual ele se juntou em 25 de setembro.  Hoffstad também saudou a ocupação alemã da Noruega durante a Segunda Guerra Mundial , afirmando que "o objetivo de Hitler é criar uma Europa nova e feliz".  Em 1941 Hoffstad publicou o panfleto Vinner England krigen?  ("A Inglaterra vencerá a guerra?"), Juntamente com Grundtvig Gundersen, na editora Heroldens Forlag, capa ilustrada por Harald Damsleth .  Nele, os autores concluíram: "Não há mais dúvida sobre se a Inglaterra pode vencer a guerra, a Inglaterra já a perdeu".

## Trabalhos
- Hoffstad, Einar. Håndbok for Meglere og Aktionærer. [S.l.: s.n.]
- Hoffstad, Einar. Christiania Handelsstands Forening: 1841 – 12. nov. 1921. Jubilæumsskrift. [S.l.: s.n.]
- Hoffstad (ed.). Et mindeskrift: P. Schreiner sen & Co.: 1823–1923. [S.l.: s.n.]
- Hoffstad, Einar. De tider vi gaar imøte: økonomiske efterkrigsproblemer. [S.l.: s.n.]
- Hoffstad, Einar. Det norske privatbankvæsens historie. [S.l.: s.n.]
- Hoffstad, Einar. Kapitalanbringelse. [S.l.: s.n.]
- Hoffstad (ed.). Jubilæumsskrift: 1905 – 5.mai 1930: Kontorfunktionærernes forening. [S.l.: s.n.]
- Hoffstad, Einar. Socialøkonomi for menigmann og stortingsmenn. [S.l.: s.n.]
- Hoffstad (ed.). Merkantilt biografisk leksikon. Hvem er hvem i næringslivet?. [S.l.: s.n.]
- Hoffstad, Einar. Kristiania-krakket: en jobbetids historie. [S.l.: s.n.]
- Hoffstad (ed.). Jerngrossistenes forening: 1888 – 12. oktober 1938. [S.l.: s.n.]
- Hoffstad (ed.). Merkantilt biografisk leksikon. Hvem er hvem i næringslivet?. [S.l.: s.n.]
- Hoffstad (ed.). Illustrert norsk næringsleksikon: (hvad er hvad i næringslivet?). 4 volumes. [S.l.: s.n.]
- Hoffstad, Einar. Vinner England krigen?. [S.l.: s.n.]
- Hoffstad, Einar. Arbeidets seierherrer: små romaner om store menn. [S.l.: s.n.]